# (1228) Скабиоза
(1228) Скабиоза (лат. Scabiosa) — астероид внешней части главного пояса, который был обнаружен 5 октября 1931 года немецким астрономом Карлом Вильгельмом Рейнмутом, работавшим в Гейдельбергской обсерватории. Был назван в честь рода растений (цветов) скабиоза (нем. Scabiosa).
Период обращения астероида вокруг Солнца составляет 4,609 года.
Первые буквы названий астероидов с номерами от 1227 по 1234, открытых К. В. Рейнмутом, образуют акростих G STRACKE — имя немецкого астронома Густава Штраке. Штраке не желал, чтобы его именем были названы какие-либо небесные тела, и Рейнмуту пришлось схитрить.